# Winnie Ewing
Winifred (Winnie) Margaret Ewing w domu Woodburn (ur. 10 lipca 1929 w Glasgow, zm. 21 czerwca 2023) – brytyjska i szkocka polityk oraz prawniczka, deputowana do Izby Gmin i do szkockiego parlamentu, posłanka do Parlamentu Europejskiego (1975–1999).

## Życiorys
Ukończyła studia prawnicze na University of Glasgow. Działała w niepodległościowej organizacji Student Nationalists. Zawodowo pracowała jako solicitor i notariusz, pełniła funkcję sekretarza palestry w Glasgow. Zaangażowała się w działalność polityczną w ramach Szkockiej Partii Narodowej, do której wstąpiła w 1946.
W 1967 wygrała wybory uzupełniające do Izby Gmin w okręgu Hamilton, nie utrzymała mandatu w 1970. W 1974 w obu wyborach uzyskiwała mandat poselski w okręgu Moray and Nairn, który wykonywała do 1979. W 1975 została członkinią Europarlamentu, po wprowadzeniu wyborów powszechnych do PE czterokrotnie była wybierana do tego gremium (1979, 1984, 1989, 1994), zasiadając w nim do 1999. Pełniła m.in. funkcje przewodniczącej Komisji ds. Młodzieży, Kultury, Edukacji, Informacji i Sportu oraz wiceprzewodniczącej Komisji ds. Rybołówstwa. W 1987 objęła honorową funkcję przewodniczącej Szkockiej Partii Narodowej, którą pełniła do 2005. Od 1999 do 2003 była posłanką do reaktywowanego szkockiego parlamentu – w 1999 jako najstarszy deputowany prowadziła jego pierwsze obrady.